# Greg Horsley
Greg Horsley, vollständig Gregory Horsley oder G. H. R. Horsley (* 28. November 1951), ist ein australischer Althistoriker und Klassischer Philologe.
Nach dem BA an der Universität Sydney und der Promotion an der Macquarie University in Sydney war er in den 1980er und 1990er Jahren Senior Lecturer in Greek am Department for Hellenistic Studies und Senior lecturer in Religious Studies an der La Trobe University in Bundoora (Melbourne). Er ist Professor für Altertumswissenschaften und Alte Geschichte an der University of New England in Armidale.
Zu seinen Forschungsgebieten gehören die griechische Geschichte, Epigraphik, insbesondere Inschriften aus Kleinasien, Papyrologie, Paläographie, Religion in der hellenistischen Welt und das frühe Christentum. Er arbeitet an einem Lexikon zum Neuen Testament auf epigraphischer und papyrologischer Grundlage. Er hat mit Ian Johnston im Rahmen der der Loeb Classical Library eine Übersetzung der Schrift Methodus medendi des griechischen Arztes Galenos vorgelegt.
Seit 1997 ist er Mitglied der Australian Academy of the Humanities.

## Publikationen (Auswahl)
- mit Ian Johnston: Galen, Method of Medicine, 3 Bände, Loeb Classical Library, Cambridge, Mass. 2011.
- The Greek and Latin Inscriptions in the Burdur Archaeological Museum (= Regional Epigraphic Catalogues of Asia Minor. Band 5; British Institute of Archaeology at Ankara Monograph. Band 34). British Institute at Ankara, London 2007.
- mit Kuriakoula Papademetríou, Stergios N. Sakkos: The Greek of the New Testament. Linguistic essays with the contribution of inscriptions and papyri, University of Thessaloniki Press, Thessaloniki 2003. (Griechisch)
- mit Stephen Mitchell: The Inscriptions of Central Pisidia (= Inschriften griechischer Städte aus Kleinasien. Band 57). Habelt, Bonn 2000, ISBN 3-7749-2961-0.
- Homer in Pisidia. Degrees of literateness in a backwoods province of the Roman Empire. University of New England, Armidale 1999.
- (Hrsg.): New Documents Illustrating Early Christianity. A Review of the Greek Inscriptions and Papyri. Band 1–5, North Ryde  1976–1989.